# Schistochila acuminata
Schistochila acuminata là một loài rêu trong họ Schistochilaceae. Loài này được Stephani mô tả khoa học đầu tiên năm 1909.